# Fia Carioca
Maria Lúcia da Silva Lima, (1 de abril de 1964), comumente conhecida como Fia Carioca para fins distintivos da meia "Lucineide Bezerra Lima", conhecida como Fia Paulista, ou simplesmente Fia, é uma ex-jogadora de futebol brasileira que atuava como meia da Seleção Brasileira de Futebol Feminino.
Ela fez parte da equipe que disputou a Copa do Mundo Feminina da FIFA de 1991.